# Circondario di Gorizia
Il circondario di Gorizia era uno dei circondari in cui era suddivisa la provincia del Friuli.

## Storia
Il circondario venne istituito nel 1923 in seguito alla riorganizzazione amministrativa dei territori annessi al Regno d'Italia dopo la prima guerra mondiale; si estendeva sul territorio degli ex distretti giudiziari di Gorizia, Aidussina, Canale, Vipacco e Comeno (esclusi i comuni di Malchina, Slivia, San Pelagio e Aurisina, assegnati al circondario di Trieste). Pochi mesi dopo vennero assegnati al circondario di Gorizia i comuni del territorio dell'antico distretto giudiziario di Tolmino.
Nel 1926 i comuni di Gracova Serravalle, Paniqua, Santa Lucia di Tolmino, Tolmino e Volzana furono distaccati dal circondario di Gorizia e aggregati al nuovo circondario di Tolmino; contemporaneamente venne aggregato al circondario di Gorizia il territorio del soppresso circondario di Gradisca.
Il circondario di Gorizia venne soppresso nel 1927 insieme a tutti i circondari italiani; il territorio circondariale (escluso il comune di Chiopris-Viscone rimasto alla provincia del Friuli) divenne parte della nuova provincia di Gorizia.

## Geografia antropica

### Suddivisioni amministrative
All'atto dell'istituzione il circondario era così composto:
- mandamento di Gorizia
  - comuni di Biglia; Chiapovano; Gargaro; Gorizia; Lucinico; Merna; Montespino; Opacchiasella; Ossecca-Vittuglia; Ossegliano San Michele; Piedimonte del Calvario (Podgora); Prevacina; Ranziano; Salcano; Sambasso; San Floriano del Collio; San Martino-Quisca; San Pietro di Gorizia; Sant'Andrea di Gorizia; Savogna d'Isonzo; Tarnova della Selva; Tribussa; Vertoiba in Campisanti; Ville Montevecchio (Voghersca)
- mandamento di Canale:
  - comuni di Aiba; Anicova Corada; Auzza; Battaglia della Bansizza (Batta); Cal di Canale; Canale d'Isonzo; Descla; Locavizza di Canale (Lokovec); Ronzina; Santo Spirito della Bansizza
- mandamento di Aidussina:
  - comuni di Aidussina; Budagne; Camigna (Kamnje); Cernizza Goriziana; Dol-Ottelza; Ersel in Monte; Gabria; Goiaci; Gozze; Locavizza di Aidussina (Lokavez); Lose; Monte Urabice; Planina; Podicrai del Piro; Podraga; Rifembergo; Sable Grande; Samaria; Santa Croce di Aidussina; San Vito di Vipacco; Scrilla; Slappe Zorzi; Sturie delle Fusine; Ustie; Verpogliano; Vertovino; Vipacco; Zolla
- mandamento di Comeno:
  - comuni di Boriano (Borje); Brestovizza in Valle; Cobbia (Kobila Glava); Comeno; Dol Grande; Gabrovizza; Goriano; Pliscovizza della Madonna; San Daniele del Carso; Scherbina; Sella delle Trincee; Temenizza; Voissizza di Comeno